# Тіна Бара
Тіна Бара (нім. Tina Bara; 18 березня 1962, Кляйнмахнов) — німецька фотографиня. Мешкає й працює в Берліні й Лейпцизі.
В 1980—1986 роках студіювала в Університеті імені Гумбольдта (Берлін), на факультеті історії й мистецтвознавства. 1986—1989 навчалася на заочному відділенні Вищої школи графіки й книжкового мистецтва у Лейпцизі. Належала до опозиційного у НДР угруповання «Жінки за мир» (нім. «Frauen für den Frieden»). В липні 1989 року подалася до Західного Берліна. З 1993 року — професорка кафедри фотографії ВШГКМ у Лейпцизі. З 2000 року співпрацює в художніх проєктах з Альбою д'Урбано.

## Виставки

### Персональні виставки
- Тендітні портрети, 2002
- Пристосування, 2003
- marilyn, 2004
- Country-Side, 2005

### Групові виставки
- Про тіла й інші предмети, 2004
- Люди-образи, 2006
- Elektroshock (з Альбою д'Урбано), 2006
- Питання жесту (з Альбою д'Урбано), 2006
- Lead Award, 2007[5]

### В Україні
- Дівчина з обкладинки: осина справа (з Альбою д'Урбано)[6], 2009

## Праці
- Tina Bara, Peter Gärtner, Jochen Wermann. Brandenburg. Bilder von Menschen und Landschaften. 1990, ISBN 3-7759-0332-1 (нім.)
- Zwischen Haut und Haaren.  Katalog und Ausstellung, 1992 (нім.)
- Tina Bara, Annett Gröschner. Herzdame Knochensammler. Berlin 1993, ISBN 3-86161-018-3 (нім.)
- Tina Bara, Gerald Hahn, Florian Merkel, Joachim Richau, Maria Sewcz. Eidos: Photographie. ISBN 3-925935-25-8 (нім.)

## Мережні ресурси
- Сайт Тіни Бара і Альби д'Урбано
- Декілька світлин
- «Дівчина з обкладинки: осина справа» на сайті Ґете-Інституту
- Іще декілька світлин